# Leimen (Naturschutzgebiet)

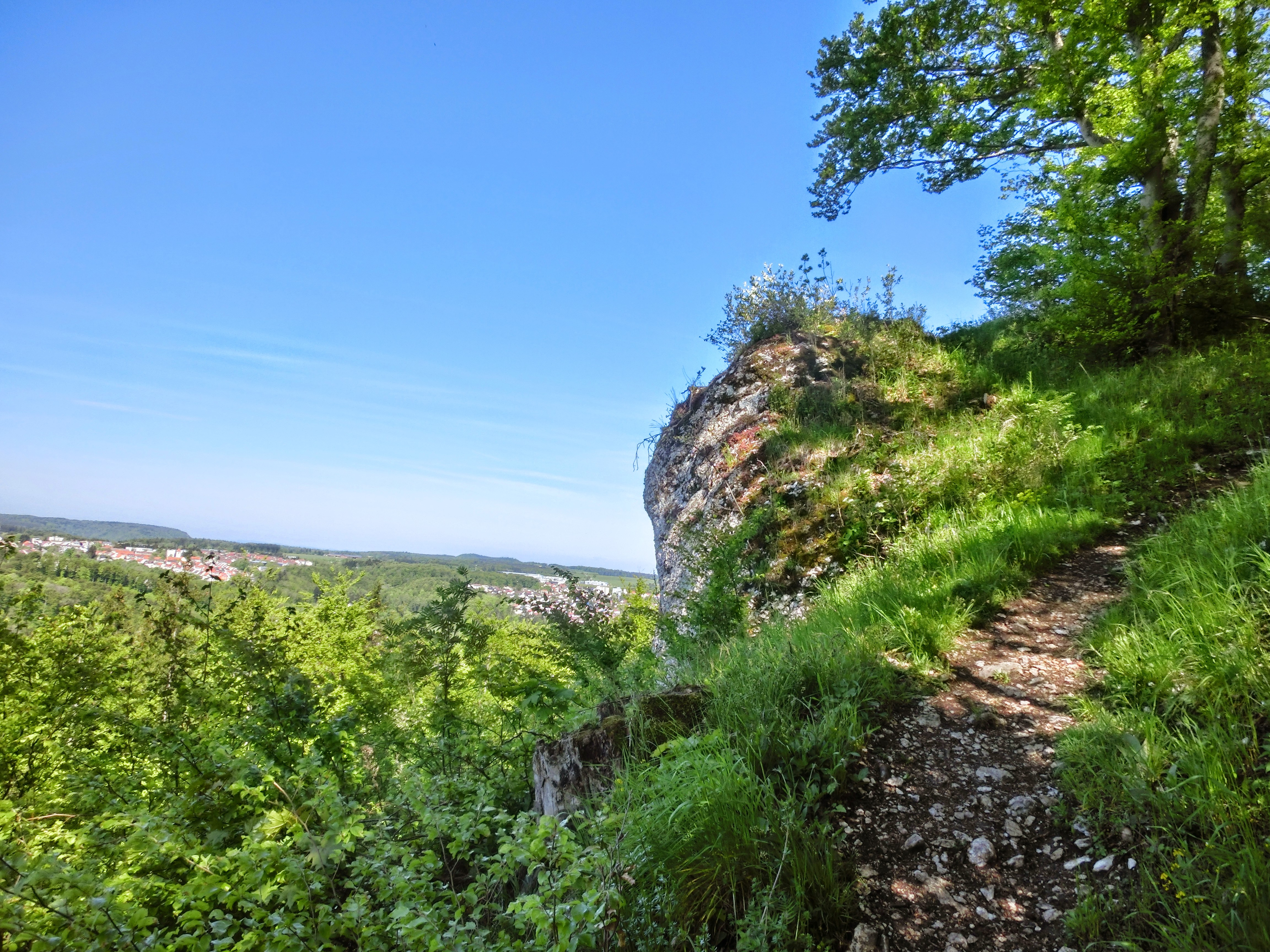
Felsen am Tailfinger Schloss (Mai 2016)

Das Gebiet Leimen (ⓘ) ist ein mit Verordnung vom 24. November 1980 ausgewiesenes Naturschutzgebiet (NSG-Nummer 4.084) in Albstadt im baden-württembergischen Zollernalbkreis in Deutschland.

## Lage
Das rund 25 Hektar große Schutzgebiet „Leimen“ gehört zum Naturraum „Hohe Schwabenalb“. Es liegt am Osthang des Schmiechatals auf den Gemarkungen Tailfingen und Truchtelfingen, etwa anderthalb Kilometer südöstlich der Tailfinger und ein Kilometer nordöstlich der Truchtelfinger Ortsmitte. Das Schutzgebiet erstreckt sich auf durchschnittlich 895 m ü. NHN hoch gelegenen Flächen im Bereich der Schichtstufen des Weißen Juras alpha, beta und gamma.

## Beschreibung
Das Naturschutzgebiet „Leimen“ wird als „Felsbiotop von zwei Bergkuppen mit verschwammtem Kalkgestein, eine Wacholderheide mit zahlreichen geschützten Pflanzen sowie Quellhorizonte mit interessanter Vegetation“ beschrieben. Die häufig mit Wacholder, Solitärbäumen und Hecken durchsetzten Schafweiden und der darauf folgende, meist noch naturnahe Buchenwald verfügen über eine reichhaltige Tier- und Pflanzenwelt. Von herausragender Bedeutung ist im Naturschutzgebiet die Pflanzenvielfalt. Diese beruht auf dem häufigen Wechsel der Standortbedingungen, wie etwa verschiedenartigen Expositionen, kleinklimatischen Unterschieden, sehr trockenen Stellen und feuchten Quellhorizonten, Buchenwald, lichtem Saumwald, gehölzfreien Rasenflächen und zahlreichen Randzonen.

## Schutzzweck
Wesentlicher Schutzzweck ist die Erhaltung ist die Erhaltung des Felsbiotops von zwei Bergkuppen mit verschwammtem Kalkgestein sowie einem außerordentlich langen Wacholderheidegürtel mit achtundzwanzig geschützten Pflanzenarten.

## Flora und Fauna

### Flora
Folgende Pflanzenarten (Auswahl), nach Familien sortiert, sind im Schutzgebiet erfasst:
- Enziangewächse (Gentianaceae)
  - Frühlings-Enzian (Gentiana verna)
- Hundsgiftgewächse (Apocynaceae)
  - Schwalbenwurz (Vincetoxicum hirundinaria)
- Korbblütler (Asteraceae)
  - Silberdistel (Carlina acaulis)
- Storchschnabelgewächse (Geraniaceae)
  - Blutroter Storchschnabel (Geranium sanguineum)
- Zypressengewächse (Cupressaceae)
  - Gemeiner Wacholder (Juniperus communis)